# Philip Miller
Philip Miller (Deptford - o quizá Greenwich -, 1691 – Chelsea, Londres, 18 de diciembre de 1771) fue un horticultor y botánico británico, de ascendencia escocesa.

## Biografía
Philip Miller fue el jardinero en jefe del Jardín botánico de Chelsea (Chelsea Physic Garden) desde 1721 hasta casi la fecha de su muerte. Se casó con Mary Kennet, con quien tuvo dos hijos, Charles y Philip.
Mantuvo una correspondencia importante con otros botánicos de su tiempo, obteniendo numerosos especímenes procedentes del mundo entero, que cultivó en Gran Bretaña. Miller instruyó a William Aiton (1731-1793), quien más tarde llegaría a ser el jardinero en jefe en el Real Jardín Botánico de Kew, y a William Forsyth (1737-1804), el cual tiene un género de plantas con su nombre (Forsythia).
Miller rechazó la nomenclatura binomial de Carlos Linneo (1707-1778) y prefirió utilizar las clasificaciones de Joseph Pitton de Tournefort (1656-1708), y de John Ray (1627-1705). Solamente en la octava edición de su Gardeners Dictionary (El diccionario de los jardineros), en 1768, fue cuando adopta el sistema lineano. Sin embargo, ya había descrito algunos géneros, tales como Larix y Vanilla, que se les había validado en el sistema lineano, en su cuarta edición de 1754.
Miller está vinculado con los orígenes del cultivo del algodón en Georgia, Estados Unidos, donde plantó personalmente las primeras semillas en 1733.

## Obras
- The Gardeners & florists dictionary, or a Complete system of horticulture (dos volúmenes, C. Rivington, Londres, 1724)
- Catalogus plantarum, tum exoticarum tum domesticarum, quae in hortis haud procul a Londino sitis in venditionem propagantur (Londres, 1730)
- The Gardeners dictionary, containing the methods of cultivating & improving the kitchen, fruit and flower garden, as also the physick garden, wilderness, conservatory and vineyard (dos volúmenes, C. Rivington, Londres, 1731-1739)
- The Gardeners kalendar, directing what works are necessary to be done every month in the kitchen, fruit & pleasure gardens & in the conservatory, with an account of the particular seasons for the propagation and use of all sorts of esculent plants & fruits proper for the table & of all sorts of flowers, plants & trees that flower in every month (C. Rivington, Londres, 1732, reeditado en 1748, 1754, 1762, quinta edición en 1769)
- La parte botánica del Dictionarium britannicum, or a more compleat universal etymological English dictionary than any extant, 2.ª ed. de Nathan Bailey (16?-1742), con Thomas Lediard (1685-1743) para la parte matemática (T. Cox, Londres, 1736, reeditado por T. OPsborne en 1764)
- The Method of cultivating madder, as it is now practised by the Dutch in Zealand... to which is added the method of cultivating madder in England (J. Rivington, Londres, 1758)
- Traité complet sur la manière de planter, d'élever et de cultiver la vigne, extrait du grand dictionnaire anglais de Miller, par les soins de la Société œconomique de Berne en allemand, traduit de l'allemand et augmenté par un membre de la ditte société; on y a ajouté la manière de cultiver la vigne dans le canton, tirée du Recueil œconomique de la même Société (dos volúmenes, Yverdon, 1768)

## Honores
El 22 de enero de 1730 fue elegido miembro de la Royal Society, en Londres.

### Epónimos
- (Asteraceae) Milleria Houst. ex L.[1]

- La abreviatura «Mill.» se emplea para indicar a Philip Miller como autoridad en la descripción y clasificación científica de los vegetales.[2]